# Moenkhausia
Moenkhausia es un género de tetras dentro de la familia Characidae. Las especies Moenkhausia pittieri y Moenkhausia sanctaefilomenae pertenecientes al género, son comunes en acuarios.

## Especies
Hay 77 especies en este género:
- Moenkhausia affinis Steindachner, 1915
- Moenkhausia agnesae Géry, 1965
- Moenkhausia atahualpiana (Fowler, 1907)
- Moenkhausia aurantia Bertaco, Jerep & F. R. de Carvalho, 2011[2]
- Moenkhausia barbouri C. H. Eigenmann, 1908
- Moenkhausia bonita Benine, R. M. C. Castro & Sabino, 2004
- Moenkhausia browni C. H. Eigenmann, 1909
- Moenkhausia celibela Marinho & Langeani, 2010
- Moenkhausia ceros C. H. Eigenmann, 1908
- Moenkhausia chlorophthalma Sousa, Netto-Ferreira & Birindelli, 2010
- Moenkhausia chrysargyrea (Günther, 1864)
- Moenkhausia collettii (Steindachner, 1882)
- Moenkhausia comma C. H. Eigenmann, 1908
- Moenkhausia copei (Steindachner, 1882)
- Moenkhausia cosmops F. C. T. Lima, Britski & Machado, 2007
- Moenkhausia costae (Steindachner, 1907)
- Moenkhausia cotinho C. H. Eigenmann, 1908
- Moenkhausia crisnejas N. E. Pearson, 1929
- Moenkhausia dasalmas Bertaco, Jerep & F. R. de Carvalho, 2011
- Moenkhausia diamantina Benine, R. M. C. Castro & A. C. A. Santos, 2007
- Moenkhausia dichroura (Kner, 1858)
- Moenkhausia diktyota F. C. T. Lima & Toledo-Piza, 2001
- Moenkhausia doceana (Steindachner, 1877)
- Moenkhausia dorsinuda Zarske & Géry, 2002
- Moenkhausia eigenmanni Géry, 1964
- Moenkhausia eurystaenia Marinho, 2010
- Moenkhausia forestii Benine, Mariguela & C. de Oliveira, 2009
- Moenkhausia georgiae Géry, 1965
- Moenkhausia gracilima C. H. Eigenmann, 1908
- Moenkhausia grandisquamis (J. P. Müller & Troschel, 1845)
- Moenkhausia guaruba de Lima, Vita, Dutra, Ohara & Pastana, 2023 [3]
- Moenkhausia hasemani C. H. Eigenmann, 1917
- Moenkhausia heikoi Géry & Zarske, 2004
- Moenkhausia hemigrammoides Géry, 1965
- Moenkhausia hysterosticta Lucinda, L. R. Malabarba & Benine, 2007
- Moenkhausia icae C. H. Eigenmann, 1908
- Moenkhausia inrai Géry, 1992
- Moenkhausia intermedia C. H. Eigenmann, 1908
- Moenkhausia iris Marinho & Dagosta, 202[4]
- Moenkhausia jamesi C. H. Eigenmann, 1908
- Moenkhausia justae C. H. Eigenmann, 1908
- Moenkhausia lata C. H. Eigenmann, 1908
- Moenkhausia latissima C. H. Eigenmann, 1908
- Moenkhausia lepidura (Kner, 1858)
- Moenkhausia levidorsa Benine, 2002
- Moenkhausia lopesi Britski & de Silimon, 2001
- Moenkhausia loweae Géry, 1992
- Moenkhausia margitae Zarske & Géry, 2001
- Moenkhausia megalops (C. H. Eigenmann, 1907)
- Moenkhausia melogramma C. H. Eigenmann, 1908
- Moenkhausia metae C. H. Eigenmann, 1922
- Moenkhausia miangi Steindachner, 1915
- Moenkhausia mikia Marinho & Langeani, 2010
- Moenkhausia moisae Géry, Planquette & Le Bail, 1995
- Moenkhausia naponis J. E. Böhlke, 1958
- Moenkhausia newtoni Travassos, 1964
- Moenkhausia nigromarginata W. J. E. M. Costa, 1994
- Moenkhausia oligolepis (Günther, 1864)
- Moenkhausia orteguasae Fowler, 1943
- Moenkhausia ovalis (Günther, 1868)
- Moenkhausia pankilopteryx Bertaco & Lucinda, 2006
- Moenkhausia petymbuaba F. C. T. Lima & Birindelli, 2006
- Moenkhausia phaeonota W. L. Fink, 1979
- Moenkhausia pirauba Zanata, Birindelli & C. L. R. Moreira, 2010
- Moenkhausia pittieri C. H. Eigenmann, 1920
- Moenkhausia plumbea Sousa, Netto-Ferreira & Birindelli, 2010
- Moenkhausia pyrophthalma W. J. E. M. Costa, 1994
- Moenkhausia robertsi Géry, 1964
- Moenkhausia sanctaefilomenae (Steindachner, 1907)
- Moenkhausia schultzi Fernández-Yépez, 1950
- Moenkhausia shideleri C. H. Eigenmann, 1909
- Moenkhausia simulata (C. H. Eigenmann, 1924)
- Moenkhausia surinamensis Géry, 1965
- Moenkhausia takasei Géry, 1964
- Moenkhausia tergimacula Z. M. S. de Lucena & C. A. S. de Lucena, 1999
- Moenkhausia tridentata Holly, 1929
- Moenkhausia xinguensis (Steindachner, 1882)